# تيرينس نيلسون
تيرينس نيلسون هو متسابق يخت كندي، ولد في 1956 في تورونتو في كندا.

## وصلات خارجية
- تيرينس نيلسون على موقع أوليمبيديا (الإنجليزية)